# Dendrobium cucullitepalum
Dendrobium cucullitepalum är en orkidéart som beskrevs av Johannes Jacobus Smith. Dendrobium cucullitepalum ingår i släktet Dendrobium, och familjen orkidéer. Inga underarter finns listade i Catalogue of Life.